# Erste Nachtstunde (Altes Ägypten)
Die erste Nachtstunde bezeichnete im Alten Ägypten als erste Stunde der Nacht die Abenddämmerung, die mit dem Ende des Sonnenunterganges begann. Mythologisch stand die erste Nachtstunde seit dem Mittleren Reich unter der Schirmherrschaft von Isis als Göttin über das Licht und die Finsternis. 
Die erste Nachtstunde symbolisierte insbesondere die Zeit der akronychischen Dekan-Untergänge als Todesstunde der Baktiu und damit verbunden als Geburtsstunde der Chatiu-Dämonen. Seit dem Mittleren Reich kam der ersten Nachtstunde als Zeitmessung bezüglich der akronychischen Dekan-Kulmination auf den Diagonalsternuhren besondere Bedeutung zu. 
Aus den Inschriften des Naos der Dekaden geht hervor, dass die astrologische Wirksamkeit des jeweiligen Dekansternbildes einer Dekade mit dem akronychischen Untergang in der ersten Nachtstunde endete.